# Tahaa
Tahaa (fransk île Tahaa, tidligere Uporu) er en ø i Fransk Polynesien i Stillehavet.

## Geografi
Tahaa ligger i øgruppen Selskabsøerne og ligger ca. 200 km nordøst for Tahti. Øen har et areal på 88 km² og der bor ca. 4.400 personer på øen, hvoraf ca. 2000 bor i hovedbyen Patio. Øens højeste punkt er den slukkede vulkan Mont Ohiri på 598 meter. Raiatea deler koralrev og lagune med dens tvillingeø Raiatea.

## Historie
Tahaa menes at være blevet befolket af polynesiere i 900-tallet. James Cook besøgte øerne i 1769 på hans første rejse, og på dette tidspunkt var øen sandsynligvis under kontrol af Bora Bora. Øen blev fransk protektorat i 1888 og i 1903 blev den sammen med resten af Fransk Polynesien indlemmet i det nyetablerede Établissements Français de l'Océanie (Fransk Oceanien).
16°36′26″S 151°29′15″V / 16.6072°S 151.4875°V